# 主水司
主水司（もんどのつかさ/もいとりのつかさ）は、律令制において宮内省に属する機関の一つである。唐名は膳部署、上林署。

## 職掌
水取（もひとり）の「もひ」は古語で飲み水を盛る器（椀・碗）を指したが、転じて飲料水そのものも意味するようになった言葉である。主水司（もひとりのつかさ）は水・氷の調達および粥の調理をつかさどった。やがてこれを扱う役人への敬称（殿＝おとど）が接尾して転訛し「もんどのつかさ」とも呼ばれる。
調達のために伴部として水部（もいとりべ）、品部として水戸（もいとりこ）が置かれた。また運搬等のために駆使丁が配属された。駆使丁は重労働の現業部門に置かれ、とくに氷は夏場は珍品として貴重だったため運搬に非常に苦労したとみられる。中世以降は明経道清原氏が長官職を世襲し付属の主水司領を相続した。

## 氷室
氷は冬場に製造するため夏までの間保管しておく場所として氷室が設置された。氷室は畿内周辺に点在しそれぞれ預が置かれた。

## 職員
- 正（従六位上相当 唐名:膳部郎中、上林蔵水、白漿令）一名
- 佑（正八位下相当 唐名:主漿、上林丞）一名
- 令史（少初位下相当 唐名:漿司、上林監事）一名
- 史生　新設
- 使部
- 水部
- 水戸
- 直丁
- 駆使丁

氷室
- 預

## その他
『延喜式』神名帳によれば、延長5年（927年）頃の主水司には鳴雷神社が祀られていた（「宮中・京中の式内社一覧」参照）。